# Associazione Fascista Calcio Vicenza 1939-1940
Questa voce raccoglie le informazioni riguardanti l'Associazione Fascista Calcio Vicenza nelle competizioni ufficiali della stagione 1939-1940.

## Rosa
| N. |                   | Ruolo | Calciatore          |
| -- | ----------------- | ----- | ------------------- |
|    | Italia (bandiera) | C     | Luigi Abeni         |
|    | Italia (bandiera) | C     | Mario Balbo         |
|    | Italia (bandiera) | C     | Eraldo Bedendo      |
|    | Italia (bandiera) | P     | Antonio Bisson      |
|    | Italia (bandiera) | P     | Stelvio Carraro     |
|    | Italia (bandiera) | C     | Andrea Campana      |
|    | Italia (bandiera) | C     | Antonio Cesaro      |
|    | Italia (bandiera) | A     | Giuseppe Chiesa     |
|    | Italia (bandiera) | C     | Luigi Chiodi        |
|    | Italia (bandiera) | P     | Angelo Comar        |
|    | Italia (bandiera) | D     | Livio De Boni       |
|    | Italia (bandiera) | C     | Lionello Filippi    |
|    | Italia (bandiera) | D     | Valentino Foscarini |

| N. |                   | Ruolo | Calciatore        |
| -- | ----------------- | ----- | ----------------- |
|    | Italia (bandiera) | D     | Giovanni Greselin |
|    | Italia (bandiera) | A     | Alberto Marchetti |
|    | Italia (bandiera) | A     | Ettore Moretto    |
|    | Italia (bandiera) | A     | C. Pavolin        |
|    | Italia (bandiera) | D     | Federico Petrucci |
|    | Italia (bandiera) | A     | Domenico Piovesan |
|    | Italia (bandiera) | C     | E. Rezzadore      |
|    | Italia (bandiera) | C     | Mariano Rossi     |
|    | Italia (bandiera) | A     | Italo Salvadori   |
|    | Italia (bandiera) | A     | Piero Suppi       |
|    | Italia (bandiera) | C     | Giovanni Zanollo  |
|    | Italia (bandiera) | A     | Aldo Zucchero     |